# Matteo da Perugia
```
Matteo da Perugia
, va ser un compositor italià medieval.
```

## Breu biografia
Matteo da Perugia és considerat el primer magister in cantu documentat, que va estar al servei de la catedral de Milà (1402-1407); el seu càrrec també incloïa el de cantor (biscantor o discantor) i mestre per a tres fills escollits per l'autoritat eclesiàstica de la catedral. Va ser reelegit a Milà de 1414 a octubre de 1416, però després d'aquesta data s'acaben els pagaments al seu nom i es perden notícies sobre ell.
Poc se sap de la vida i de la formació; potser va néixer a Perusa a la segona meitat del segle XIV. Willi Apel va afirmar que va ser el millor compositor de la seva generació. Segurament va estudiar a França. Matteo pertany a la tercera i última generació de músics italians d'Ars nova l'estil dels quals està molt influenciat pel francès.
Va compondre música a l'estil de l'ars subtilior; la seva producció és principalment profana, incloent virelai, balades i rondeau, però també alguns Gloria i dos motets isorítmics. Gairebé tota la música de Matteo da Perugia està continguda al còdex Mòdena α.M.5.24.
La seva amistat amb Pietro Filargis, conegut com a Pietro di Candia, primer arquebisbe de Milà i posteriorment elegit papa al Concili (no ecumènic) de Pisa amb el nom d'Alexandre V, càrrec simultani al pontificat de Gregori XII, va ser de gran importància.